# Ploudiry
Ploudiry is een gemeente in het Franse departement Finistère, in de regio Bretagne. De plaats maakt deel uit van het arrondissement Brest. Ploudiry telde op 1 januari 2022 879 inwoners.

## Geografie
De oppervlakte van Ploudiry bedroeg op 1 januari 2022 27,19 vierkante kilometer; de bevolkingsdichtheid was toen 32,3 inwoners per km².

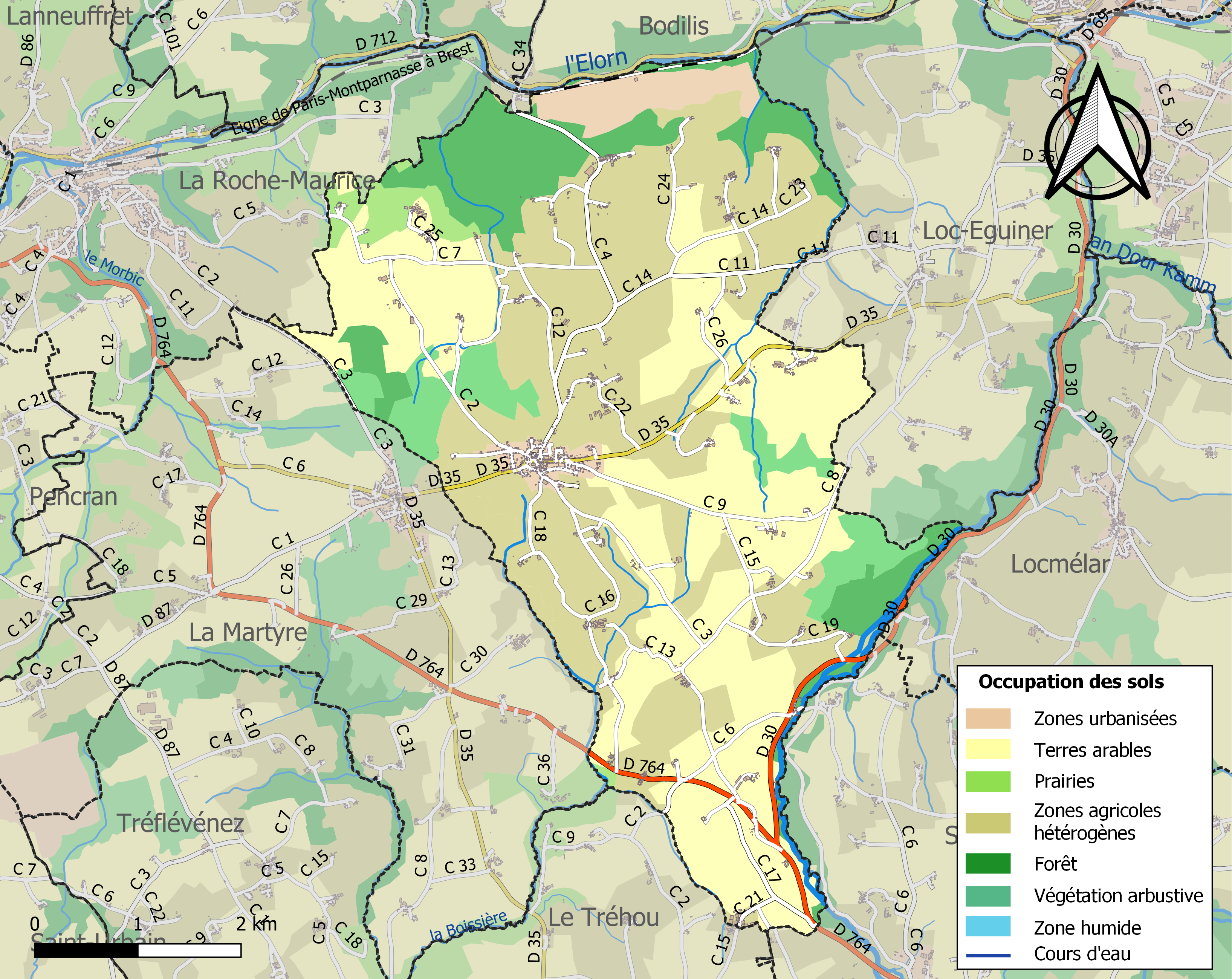
Kaart van de gemeente met belangrijkste infrastructuur, bodemgebruik en omliggende gemeenten

## Demografie
Onderstaande figuur toont het verloop van het inwonertal (bron: INSEE-tellingen).